# Arnavut ciğeri

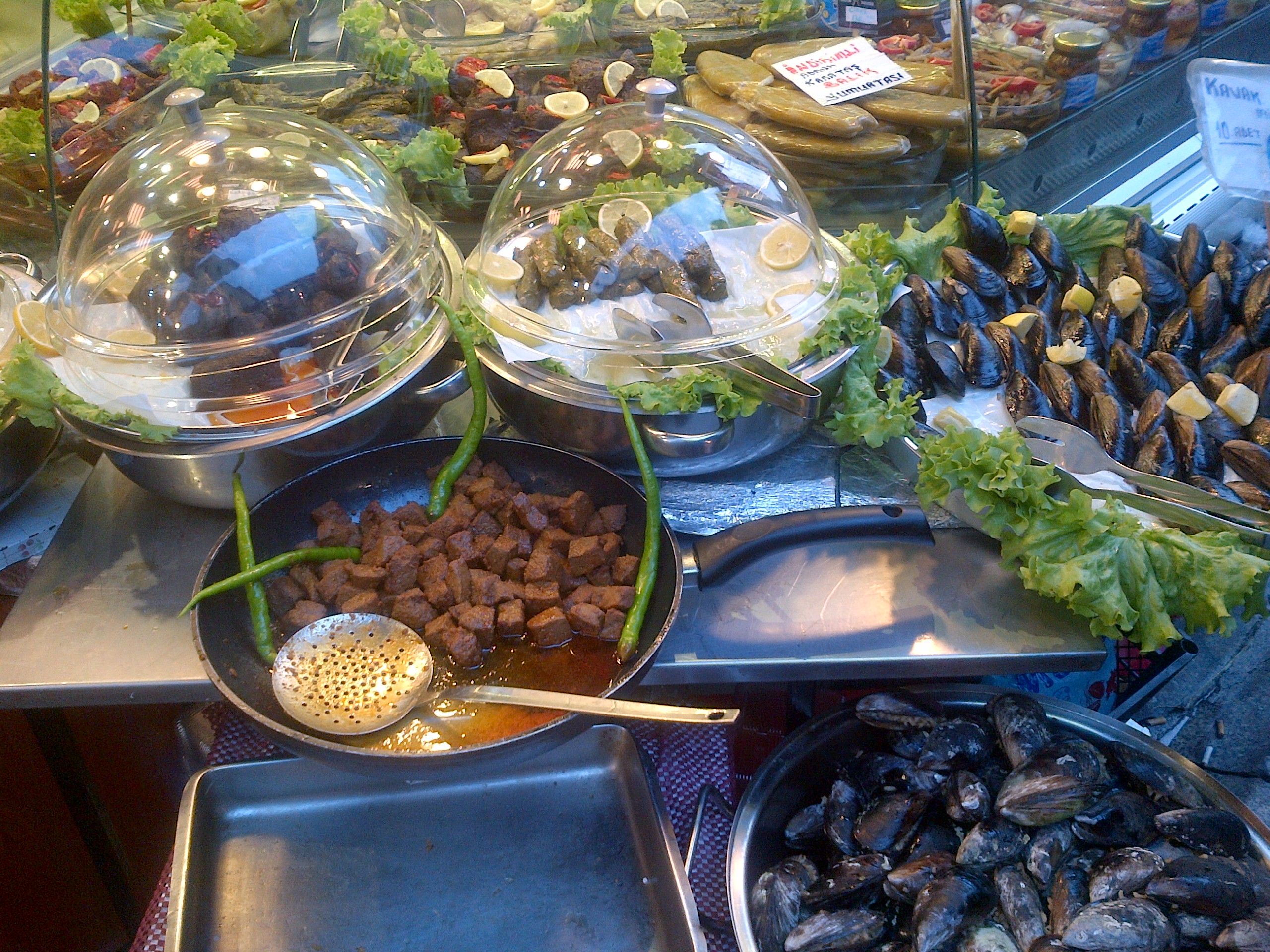
Arnavut ciğeri (adelante, izquierda) con otros mezes como yaprak sarma y midye dolma en el mercado de Kadıköy, Estambul.

Arnavut ciğeri es un plato tipo meze de la cocina turca hecho a base de hígado de oveja o ternera.
El nombre significa "hígado a la albanesa" en turco.

## Preparación
El hígado se pela y se corta en cubos. Los cubos se lavan bien y se dejan escurrir en un colador. Cuando están secos se cubren de harina y se fríen en aceite. Se sacan del aceite y se dejan enfriar. Se le agrega pimentón rojo (dulce) en polvo al aceite caliente y antes de quemar se espolvorea sobre los cubos de hígado. Todo esto se sirve con cebolla matada y perejil picado. Este plato se consume frío.